# Янні дю Туа
Янні дю Туа (англ. Jannie du Toit; нар. 18 лютого 1970) — південноафриканський борець вільного стилю, чотириразовий чемпіон та срібний призер чемпіонатів Африки, чемпіон та бронзовий призер Всеафриканських ігор, учасник Олімпійських ігор.

## Життєпис
Боротьбою почав займатися з 1975 року.
Виступав за спортивний клуб поліції Преторії. Тренер — Кобус Мінаар.

## Спортивні результати на міжнародних змаганнях

### Виступи на Олімпіадах
| Змагання                    | Збірна                          | Вагова категорія          | Місце |
| --------------------------- | ------------------------------- | ------------------------- | ----- |
| Літні Олімпійські ігри 2000 | Південно-Африканська Республіка | вільна боротьба, до 76 кг | 14    |

### Виступи на Чемпіонатах світу
| Змагання                        | Збірна | Вагова категорія          | Місце |
| ------------------------------- | ------ | ------------------------- | ----- |
| Чемпіонат світу з боротьби 1997 | ПАР    | вільна боротьба, до 76 кг | 20    |
| Чемпіонат світу з боротьби 1998 | ПАР    | вільна боротьба, до 76 кг | 11    |
| Чемпіонат світу з боротьби 1999 | ПАР    | вільна боротьба, до 76 кг | 16    |

### Виступи на Чемпіонатах Африки
| Змагання                         | Збірна | Вагова категорія          | Місце  |
| -------------------------------- | ------ | ------------------------- | ------ |
| Чемпіонат Африки з боротьби 1993 | ПАР    | вільна боротьба, до 74 кг | Срібло |
| Чемпіонат Африки з боротьби 1996 | ПАР    | вільна боротьба, до 74 кг | Золото |
| Чемпіонат Африки з боротьби 1997 | ПАР    | вільна боротьба, до 76 кг | Золото |
| Чемпіонат Африки з боротьби 1998 | ПАР    | вільна боротьба, до 76 кг | Золото |
| Чемпіонат Африки з боротьби 2000 | ПАР    | вільна боротьба, до 76 кг | Золото |

### Виступи на Всеафриканських іграх
| Змагання                 | Збірна | Вагова категорія          | Місце  |
| ------------------------ | ------ | ------------------------- | ------ |
| Всеафриканські ігри 1995 | ПАР    | вільна боротьба, до 74 кг | Бронза |
| Всеафриканські ігри 1999 | ПАР    | вільна боротьба, до 76 кг | Золото |

### Виступи на інших змаганнях
| Змагання                                                      | Збірна | Вагова категорія          | Місце |
| ------------------------------------------------------------- | ------ | ------------------------- | ----- |
| Олімпійський кваліфікаційний турнір з боротьби 2000 (Лейпциг) | ПАР    | вільна боротьба, до 76 кг | 22    |
| Олімпійський кваліфікаційний турнір з боротьби 2000 (Токіо)   | ПАР    | вільна боротьба, до 76 кг | 19    |